# Tuxford & Sons
Tuxford & Sons var en mekanisk verkstad i Boston i Lincolnshire i Storbritannien.
Företaget grundades som Boston and Skirbeck Ironworks omkring 1830 av mjölnaren och bagaren William Wedd Tuxford (död  1885) som en sidoverksamhet till Tuxtonfamiljens kvarn i Boston. Han hade konstruerat en maskin för att sikta säd, som han hade patenterat.
William Tuxford var en av de första att utveckla ånglokomobiler. Den första byggdes omkring 1842. Den gjordes på en vagn med fyra hjul med en liggande ångpanna som på ett ånglok och hade en cylinder. En vevaxel drev ett stort svänghjul, som genom en drivrem av läder överförde kraften vidare. Denna lokomotor visades på Royal Agricultural Society Show i Bristol 1842 och blev förebild för andra konstruktörers lokomobiler. År 1857 hade Tuxford & Sons utvecklat en självgående variant.
Tuxford & Sons tillverkade också kvarnar för benmjöl och spannmål samt skördetröskor. Efter Tuxfords död 1885 lades företaget ned, men en del av produkterna fortsatte att tillverkas under nya ägare till 1891.

## Ånghästen
Uddeholmsbolaget köpte 1861 lokomobilen "Ånghästen" från Tuxford & Sons. Den kom till användning som fast kraftkälla för en kran i Edebäcks hamn vid Klarälven, där träkol lastades om från båt till järnväg. Ånghästen är numera utställd i Hagfors järnvägsmuseum.

## Bildgalleri

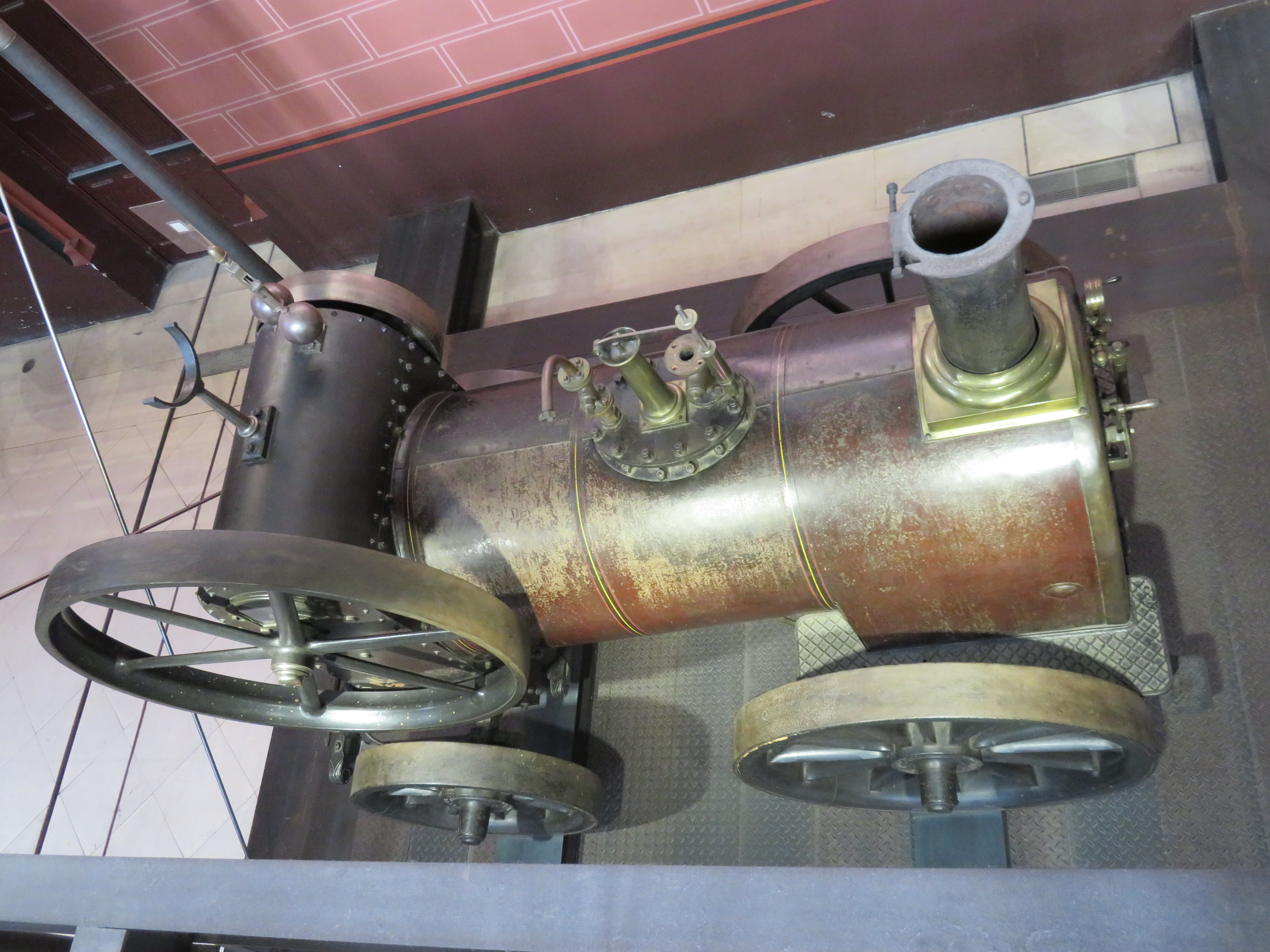
Lokomobil ovanifrån
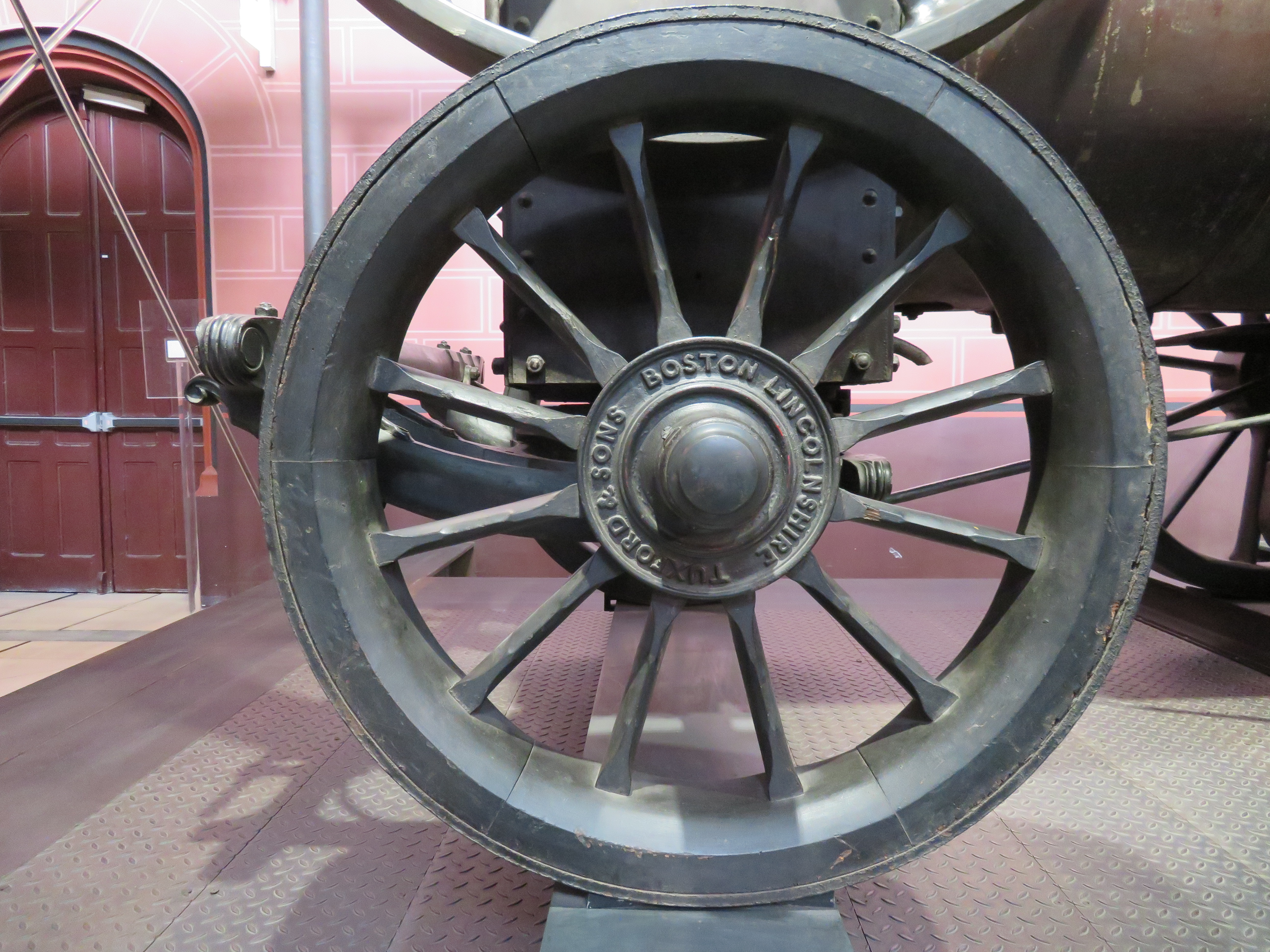
Hjul på lokomobil